# Ґраммоптера черевата
Глодівка черевата (Grammoptera abdominalis (Stephens, 1831) = Grammoptera variegata Germar, 1824) — вид жуків з родини Скрипунових.

## Поширення
G. abdominalis входить до європейського зоогеографічного комплексу, групи європейських видів, охоплюючи ареалом усю територію Європи та прилеглі території Туреччини і Кавказу.
В Українських Карпатах трапляється дуже рідко.

## Екологія
Літ триває із середини травня до кінця червня. Комахи трапляються на різноманітних квітнучих рослинах.

## Морфологія

### Імаго
Дрібний вид. Довжина тіла сягає 7-8 мм. Тіло чорного кольору в темних рідких волосках, які не приховують скульптуру тіла ноги чорні, тільки стегна при основі рудувато-червоні. Вусики темні, іноді ледь рудуваті. Черевце рудувате.

### Личинка
Личинка морфологічно не відрізняється від личинки Grammoptera ustulata.

## Життєвий цикл
Спектр деревних порід, які заселяються жуком, дуже широкий, оскільки вид є поліфагом на листяних. Життєвий цикл триває 1 рік.